# Amor Amor (volume 2)
A segunda e última temporada de Amor Amor, intitulada de volume 2, foi exibida na SIC de 4 de outubro de 2021 a 5 de junho de 2022.
Conta com Ricardo Pereira, Joana Santos, Filipa Nascimento, Ivo Lucas, Joana Aguiar, Luísa Cruz, Gonçalo Almeida e Ricardo Raposo nos papéis principais.

## Produção

### Desenvolvimento

Penafiel é utilizada como cenário para a telenovela.

A pedido da SIC, foi encomendada uma nova temporada a Ana Casaca, sendo revelado meses depois durante a Nova Temporada SIC de 2021 que a nova temporada seria intitulada de 'volume 2'.

### Escolha do elenco
O primeiro nome garantido para a nova temporada foi o ator Ricardo Pereira, mantendo-se quase todo o elenco, à exceção de Rita Blanco, Almeno Gonçalves, Margarida Carpinteiro, Manuel Cavaco, José Fidalgo, Paulo Rocha, Maria João Bastos, Pedro Carvalho, Madalena Alberto e João Baptista.
Após as duas tentativas falhadas na temporada passada de ter a atriz Alexandra Lencastre no seu elenco, foi novamente anunciada para integrar a novela, tendo desta vez conseguido se manter na trama, juntando-se a ela atores como Gonçalo Almeida, Rui Mendes, Xana Abreu, Lídia Franco, Tiago Aldeia, Ricardo Raposo, Diogo Valsassina, Vera Moura, Sofia Arruda e Miguel Guilherme.

### Contratempos no elenco e gravações da novela
Após duas tentativas para estar na novela, a atriz Alexandra Lencastre foi novamente anunciada para o elenco, mas desta vez para a nova temporada, chegando mesmo a entrar na novela. Porém, devido a compromissos profissionais com novos projetos teve que sair a meio da temporada, terminando gravações em agosto de 2021.
Após a participação do ator Bruno Cabrerizo na segunda temporada de A Máscara, foi revelado que o ator poderia estar numa das telenovelas da SIC, sendo mais tarde revelado que seria um dos reforços da segunda temporada da novela no papel de Nelson. 
Mais tarde, foi noticiado que o ator estaria a gravar uma outra telenovela no Brasil e que, por isso, não iria integrar o elenco desta novela, transitando para uma outra futura novela do canal, ocorrendo as devidas alterações na personagem Nelson e na trama para tornar a personagem em Mónica, a personagem de Sofia Arruda.
Com a paragem cardiorrespiratória de Rogério Samora a 20 de julho de 2021 durante as gravações da segunda temporada, o ator ficou internado no Hospital Amadora Sintra, e como não apresentou melhoras significativas no seu quadro clínico, ocorreram alterações na história e foi escrita uma nova personagem para o substituir que ficou a cargo de Miguel Guilherme.

### Gravações
As gravações do volume 2 começaram a 7 de junho e terminaram a 11 de novembro de 2021. As gravações em estúdio decorreram na produtora SP Televisão e os exteriores decorreram na cidade de Penafiel.

## Sinopse
Romeu (Ricardo Pereira) e Linda (Joana Santos) estão a viver uma boa fase profissional. Ela é uma artista consagrada e acabou de fazer uma digressão pela Europa e ele está prestes a lançar um novo álbum e aceitou fazer um documentário sobre a sua vida. Mas Ângela (Luísa Cruz), que entretanto saiu da prisão em liberdade condicional, destabiliza mais uma vez a vida do artista juntamente com Cajó (Rogério Samora), colocando um anúncio para um casting para arranjar raparigas para fazer coro e dançar. Tânia Patrícia (Vera Moura) vai ser uma das escolhidas e apesar de não saber cantar, a vilã vai propor-lhe uma parceria: ela dá a imagem e Ângela canta por ela. A jovem concorda e quando é apresentada a Romeu, o artista fica encantado à primeira vista.
Romeu, no passado, teve uma relação com Bela (Alexandra Lencastre), e quando ela engravidou, prometeu ao artista que ia fazer um aborto, mas não cumpriu com a sua palavra, dando à luz o seu filho, Ricky (Gonçalo Almeida). No momento em que Ângela descobre que o artista tem um filho, ela decide manipular o jovem contra o pai e os dois montam um plano para destruir Romeu. Mas quando Romeu descobre que tem um filho, sente-se culpado e convida-o para ir viver consigo, e Ricky começa a envenenar o pai lentamente ao ponto dele quase perder a voz e de precisar de ser operado. Ao ouvir falar de um cirurgião de renome na América do Sul, o artista decide fazer a viagem mas o avião despenha-se, desaparece dos radares e todos os passageiros são dados como mortos.
Nesse avião iria Mónica Rio (Sofia Arruda), uma agente musical residente no Brasil que cedeu o seu lugar no avião a Romeu. Ainda no Brasil, Mónica também conhece Linda e Sandra, a quem salva a vida. Como forma de retribuir esse gesto, Linda oferece-lhe emprego em Portugal. Mónica aceita e muda-se de armas e bagagens para o seu país de origem, decidindo guardar segredo sobre o acidente de avião que fez desaparecer Romeu.
Sandra (Joana Aguiar) também sofre nas mãos de Ângela que planeia envolver a editora Lua-de-Mel num escândalo. A vilã arranja forma da editora agenciar duas bailarinas: Kikas (Catarina Lima) e Lisa, que não são contratadas apenas para os espetáculos, mas também para fazerem “favores” especiais aos cantores. Quando Sandra se apercebe que está envolvida num negócio ilegal, já é tarde e acaba por ser chantageada, fazendo com que a sua a relação com Rogério (Guilherme Moura) fique comprometida.
Contudo, chega à história um grupo musical de muito sucesso: os Enclave, mas apesar da banda ser muito boa os elementos não se dão nada bem. Um deles é André Miranda (Ricardo Raposo) que se dá mal com Pipo (Tiago Delfino) porque descobriu que a namorada o traiu com ele. A partir desse momento, André tornou-se um mulherengo mas tudo muda quando ele conhece Mel (Filipa Nascimento) por quem se apaixona perdidamente.
Nesta nova ‘batalha musical’, muitos obstáculos e discussões se atravessarão entre a relação de Linda e Romeu, mas juntos irão perceber que a força do amor canta sempre mais alto.

## Exibição
A promoção ao volume 2 de Amor Amor começou a 21 de setembro de 2021, estreando a 4 de outubro, substituindo o volume 1 da novela e tendo se mantido na 1.ª faixa de telenovelas. A partir de 7 de março de 2022, com a estreia de Por Ti, a novela passou para a 2.ª faixa devido às fracas audiências.

### Transmissão na OPTO
Na OPTO, a plataforma de streaming da SIC, a novela teve os seus episódios de exibição na SIC disponibilizados na plataforma, tendo em todos os seus episódios antestreias com um ou vários dias de antecedência à emissão dos episódios. Todos os episódios da novela foram disponibilizados à exceção do 1º episódio do volume 2. Para além disso, o volume 2 ainda não contou com a antestreia dos episódios que foram emitidos entre os dias 2 e 22 de janeiro devido a um ataque informático aos sites do grupo Impresa que deixou inacessível temporariamente a OPTO.

### Tema do genérico
Em cada semana de exibição da novela, o genérico "Do Lado do Amor" é cantado por um ator ou atriz da novela.
| Ano  | Intérprete              | Semana                         | Episódios | Ref.   |
| ---- | ----------------------- | ------------------------------ | --------- | ------ |
| 2021 | Toy                     | 4 a 8 de outubro               | 1-5       | ...    |
| 2021 | Alexandra Lencastre     | 11 a 15 de outubro             | 6-10      | ...    |
| 2021 | Gonçalo Almeida         | 18 a 22 de outubro             | 11-15     | [ 31 ] |
| 2021 | Ricardo Raposo          | 25 a 29 de outubro             | 16-20     | [ 32 ] |
| 2021 | Lídia Franco            | 1 a 5 de novembro              | 21-25     | ...    |
| 2021 | Diogo Valsassina        | 8 a 12 de novembro             | 26-30     | [ 33 ] |
| 2021 | Vera Moura              | 15 a 19 de novembro            | 31-35     | ...    |
| 2021 | Xana Abreu              | 22 a 26 de novembro            | 36-40     | [ 34 ] |
| 2021 | Joana Aguiar            | 29 de novembro a 3 de dezembro | 41-44     | ...    |
| 2021 | Sofia Arruda            | 6 a 10 de dezembro             | 45-49     | ...    |
| 2021 | Ricardo Pereira         | 13 a 17 de dezembro            | 50-54     | ...    |
| 2021 | Filipa Nascimento       | 20 a 23 de dezembro            | 55-58     | ...    |
| 2021 | Joana Santos            | 27 a 30 de dezembro            | 59-62     | ...    |
| 2022 | Ivo Lucas               | 3 a 7 de janeiro               | 63-67     | ...    |
| 2022 | Mariana Pacheco         | 10 a 14 de janeiro             | 68-72     | ...    |
| 2022 | Renato Godinho          | 17 a 21 de janeiro             | 73-77     | ...    |
| 2022 | Luciana Abreu           | 24 a 29 de janeiro             | 78-83     | ...    |
| 2022 | Melânia Gomes           | 31 de janeiro a 4 de fevereiro | 84-88     | ...    |
| 2022 | Luísa Cruz              | 5 a 11 de fevereiro            | 89-93     | ...    |
| 2022 | Rui Unas                | 14 a 18 de fevereiro           | 94-98     | ...    |
| 2022 | Joana Pais de Brito     | 21 a 25 de fevereiro           | 99-103    | ...    |
| 2022 | João Bettencourt        | 28 de fevereiro a 4 de março   | 104-108   | ...    |
| 2022 | Inês Pires Tavares      | 7 a 11 de março                | 109-113   | ...    |
| 2022 | Francisco Fernandes     | 14 a 18 de março               | 114-118   | ...    |
| 2022 | Mariana Venâncio        | 21 a 25 de março               | 119-123   | ...    |
| 2022 | Rosa do Canto           | 28 de março a 1 de abril       | 124-128   | ...    |
| 2022 | Bárbara Norton de Matos | 4 a 8 de abril                 | 129-133   | ...    |
| 2022 | João Catarré            | 11 a 15 de abril               | 134-138   | ...    |
| 2022 | Fernando Rocha          | 18 a 22 de abril               | 139-143   | ...    |
| 2022 | Heitor Lourenço         | 25 a 29 de abril               | 144-148   | ...    |
| 2022 | Gonçalo Almeida         | 2 a 6 de maio                  | 149-153   | ...    |
| 2022 | Ricardo Raposo          | 9 a 13 de maio                 | 154-158   | ...    |
| 2022 | Joana Aguiar            | 16 a 20 de maio                | 159-163   | ...    |
| 2022 | Joana Santos            | 23 a 27 de maio                | 164-168   | ...    |
| 2022 | Ricardo Pereira         | 30 de maio a 5 de junho        | 169-174   | ...    |

### Episódios
O segundo volume da telenovela conta com 180 episódios de produção.

## Elenco

### Elenco principal
| Ator/Atriz        | Personagem                          |
| ----------------- | ----------------------------------- |
| Ricardo Pereira   | Romeu Pereira                       |
| Joana Santos      | Linda Sousa                         |
| Luísa Cruz        | Ângela Maria da Silva Pinto         |
| Filipa Nascimento | Melanie «Mel» Sousa Ribeiro         |
| Ivo Lucas         | Leandro Vieira                      |
| Joana Aguiar      | Sandra «Sandy» Carina Pinto Pereira |
| Gonçalo Almeida   | Ricardo «Ricky» Manuel Bernardes    |
| Ricardo Raposo    | André Miranda                       |

### Elenco regular
| Ator/Atriz              | Personagem                     |
| ----------------------- | ------------------------------ |
| Rogério Samora (†)      | Carlos Jorge «Cajó» Antunes    |
| Rosa do Canto           | Maria de Lurdes Sousa          |
| Mariana Pacheco         | Cátia Alexandra Sousa          |
| Renato Godinho          | Vítor Filipe Mendes            |
| Luciana Abreu           | Rebeca Sofia Falcato Mendes    |
| João Catarré            | Luís Fernandes                 |
| Melânia Gomes           | Rute Silva Fernandes           |
| Guilherme Moura         | Rogério Silva Fernandes        |
| Bárbara Norton de Matos | Emília Carneiro                |
| Joana Pais de Brito     | Rita Gomes                     |
| Rui Unas                | Gabriel Torres                 |
| Débora Monteiro         | Jéssica Isabel Dinis           |
| Fernando Rocha          | António Joaquim «Tó Quim» Rato |
| Fernando Rocha          | Joaquim António Rato           |
| Inês Pires Tavares      | Dora Marisa Silva Fernandes    |
| João Bettencourt        | Lucas Miguel Sousa Ribeiro     |
| Mariana Venâncio        | Shakira «Shakirita» Fernandes  |
| Francisco Fernandes     | Márcio Filipe Mendes           |
| Rui Mendes              | Jaime Honrado                  |
| Diogo Valsassina        | Evaristo Venâncio              |
| Tiago Aldeia            | Adão «Adam» Coelho             |
| Xana Abreu              | Denise Leite                   |
| Lídia Franco            | Gina Honrado                   |
| Vera Moura              | Tânia Patrícia Alves Honrado   |
| Sofia Arruda            | Mónica Cristina Ribeiro Rio    |

### Participação especial
| Ator/Atriz          | Personagem               |
| ------------------- | ------------------------ |
| Alexandra Lencastre | Anabela «Bela» Bernardes |
| Miguel Guilherme    | Pedro «Pepe» Antunes     |
| Heitor Lourenço     | Valentim Valério         |

### Artistas convidados
| Ator/Atriz      | Personagem  |
| --------------- | ----------- |
| Romana          | Ela mesma   |
| Zé Amaro        | Ele mesmo   |
| 4 Mens          | Eles mesmos |
| Toy             | Ele mesmo   |
| Sérgio Rossi    | Ele mesmo   |
| José Malhoa     | Ele mesmo   |
| Marco Paulo     | Ele mesmo   |
| Mike da Gaita   | Ele mesmo   |
| Maria Leal      | Ela mesma   |
| Augusto Canário | Ele mesmo   |
| Rita Neves      | Ela mesma   |

### Elenco adicional
| Ator/Atriz            | Personagem                     |
| --------------------- | ------------------------------ |
| Margarida Bakker      | Ângela (jovem)                 |
| Matilde Alçada        | Bela (jovem)                   |
| Luís Ganito           | Romeu (jovem)                  |
| João Candeias         | António                        |
| Paula Só              | mulher                         |
| Pedro Mendonça        | Zé Bode                        |
| Patrícia Fonseca      | América                        |
| Rodrigo Moreno        | Alexandre «Alex» Ferreira      |
| Pedro Diogo           | Dr. Oliveira                   |
| Luísa Fidalgo         | Maribel                        |
| Tomás Garcez          | Naifas                         |
| Marcos Marques        | jornalista                     |
| Grace Mendes          | Marisa                         |
| Mário Moutinho        | Presidente da Junta do Bustelo |
| Tiago Delfino         | Pipo                           |
| Francisco Andrade     | membro dos Enclave             |
| Guilherme Guia        | membro dos Enclave             |
| Carlota Carreira      | Cidália                        |
| Joaquim Guerreiro     | Adónis                         |
| Alexandre Martins     | Francisco «Chico» Inácio       |
| Paulo Duarte Ribeiro  | fotógrafo                      |
| Sílvio Nascimento     | Mike                           |
| Gabriela Relvas       | agente imobiliária             |
| Sara Belo             | freira                         |
| Gonçalo Oliveira      | Abílio Almeida                 |
| André Patrício        | médico                         |
| João Raposo Nunes     | GNR Viana                      |
| Cristiano Silva       | GNR Miguel Cotrim              |
| Kako Neves            | Amílcar                        |
| Pedro Jesus           | realizador                     |
| Catarina Lima         | Kikas                          |
| André Caramujo        | André                          |
| Rui Ferreira Macedo   | homem                          |
| Nelson Cabral         | Paulo                          |
| Nuno J. Loureiro      | bombeiro José Gaspar           |
| Igor Marchesi         | Wellington                     |
| Bruno Schiappa        | Plácido «Finfas»               |
| Jorge Magalhães       | Rolando Rosa                   |
| Douglas Mendes        | polícia                        |
| Ricardo Monteiro      | Hélder                         |
| Ricardo Barbosa       | advogado da Denise             |
| Miguel Sá Monteiro    | Dr. Fernandes                  |
| Beto Coville          | médico                         |
| Pedro Barbeitos       | médico                         |
| António Simão         | homem                          |
| Miguel Sermão         | pai do Alexandre               |
| João Brás             | padre Amâncio                  |
| Luísa Gabriel         | amiga da Bela                  |
| Carlos Saltão         | Lionel                         |
| Cátia Nunes           | Manela                         |
| Manuel Nabais         | Álvaro                         |
| Ricardo Pais Nunes    | Gil                            |
| Marcela da Costa      | mulher                         |
| Rafael Ferreira       | David                          |
| Francisco Sousa       | entrevistador                  |
| Jorge Picoto          | senhorio                       |
| Tiago Pereira Couto   | GNR Mourão                     |
| Anaísa Raquel         | mulher                         |
| Diogo Andrade         | cliente do Luís                |
| Sergio Quintana       | José Maria Sevillana           |
| Gonçalo Cabral        | Flávio                         |
| Maria Higgs Celeiro   | mulher                         |
| João Mota             | rapaz                          |
| Daniel Viana          | Telmo                          |
| Filipa Louceiro       | mulher                         |
| Adérito Lopes         | Dr. Macieira                   |
| Carlos Sebastião      | juiz presidente                |
| João Canguia          | delegado                       |
| João Delgado Lourenço | conservador                    |
| Carla Madeira         | Florinda                       |
| Diogo Lima            | Amaral «Trunfas»               |
| Lourenço Serrão       | Júlio                          |
| Cátia Godinho         | fã                             |
| Frederico Amaral      | inspetor da ASAE Coelho        |
| Beatriz Lança         | cliente                        |
| Jorge Fernandes       | médico                         |
| Filipa Gordo          | médica                         |
| Gonçalo de Morais     | Clister                        |
| André D'Almeida       | ouvinte                        |
| Nuno Martins          | Minhoca                        |
| Danilo da Matta       | jornalista                     |
| Celine Mestre         | jornalista                     |
| João Castro           | comandante João Caetano        |
| Sofia Nicholson       | Maria Jacinta Bernardes        |
| Cláudio Henriques     | produtor                       |
| Filipe Albuquerque    | ator                           |
| Pedro Moldão          | GNR José Salgueiro             |
| Fábio Nóbrega Vaz     | diretor                        |
| Maria Helena Falé     | amiga da Denise                |
| Nina Névoa            | jornalista                     |
| Rosa Villa            | madre superiora                |
| Teresa Arcanjo        | guarda prisional M. Costa      |
| Ana Água              | reclusa                        |
| Carolina Serrão       | reclusa                        |

## Média
| Média | Média     | Episódios transmitidos | Rating | Share | Ref.   |
| ----- | --------- | ---------------------- | ------ | ----- | ------ |
| 2021  | Outubro   | 20 episódios           | 11.3   | 23.7% | [ 35 ] |
| 2021  | Novembro  | 22 episódios           | 10.4   | 22.3% | [ 36 ] |
| 2021  | Dezembro  | 20 episódios           | 10.2   | 21.0% | ...    |
| 2022  | Janeiro   | 22 episódios           | 9.8    | …     | …      |
| 2022  | Fevereiro | 20 episódios           | 9.1    | …     | …      |
| 2022  | Março     | 23 episódios           | …      | …     | …      |
| 2022  | Abril     | 21 episódios           | 7.5    | …     | …      |
| 2022  | Maio      | 22 episódios           | 6.8    | …     | …      |
| 2022  | Junho     | 4 episódios            | 9.5    | 19.5% | [ 37 ] |
| Total | Total     | 174 episódios          | …      | …     | …      |